# Egzorcysta
Egzorcysta ist eine seit 2012 monatlich erscheinende polnische Zeitschrift zum Thema Exorzismus. Die Gründung der Zeitschrift war eine Reaktion auf einen Exorzismus-Boom in Polen.
Die Verlag Polwen startete mit einer gedruckten Auflage von 15.000 und erreichte wenige Jahre später 40.000.
Im Januar 2021 erschien die 100. Ausgabe. Die Zeitschrift kostet 12 Złoty.
Die Internationale Standardnummer für fortlaufende Sammelwerke (ISSN) lautet: 2299-2197. Herausgeber ist der promovierte Physiker Mariusz Błochowiak.